# بندیکت هولرباخ
بندیکت هولرباخ (انگلیسی: Benedict Hollerbach؛ زادهٔ ۱۷ مهٔ ۲۰۰۱) بازیکن فوتبال است.
وی همچنین در تیم ملی فوتبال جوانان آلمان بازی کرده‌است.